# QV53
QV53 (Queens Valley 53) ist ein altägyptisches Prinzengrab im Tal der Königinnen. Es wird in die 20. Dynastie datiert und gehört zum Prinzen Ramses, dem späteren Ramses IV. und Sohn von Ramses III.

## Lage und Architektur
Das Grabmal befindet sich nahe der antiken Talsperre, am Südwesthang des Hauptwadis im Königinnental, zwischen den Gräbern von Königin Titi (QV52) und Prinz Amunherchepeschef (QV55). Es besitzt eine Nord-Süd-Ausrichtung und ist vom Grabtyp her lang gestreckt. Das Grab beginnt mit einem Vorraum, an dem sich ein längs zur Grabachse gewölbter Korridor mit zwei Nebenkammern anschließt. Die Korridorbreite beträgt nach Elizabeth Thomas 181 bis 185 cm. Auf den Korridor folgt die Sarkophaghalle mit einem größeren seitlichen Nebenraum.

## Erforschung und Funde
Das Grab wurde zum ersten Mal 1826 vom schottischen Antiquitätenhändler Robert Hay of Linplum vermessen. Jean-François Champollion und Ippolito Rosellini, die das Königinnental 1829 erforschten, konnten aufgrund der stark zerstörten Wanddekorationen noch keine eindeutige Zuordnung vornehmen. Karl Richard Lepsius, der das Grab 1844 inventarisierte, wies das Vorhandensein der Kartuschen von Ramses III. nach. Bis zu dieser Zeit wurde die Grabstätte verschiedentlich nummeriert: als Nr. 3 bei Hay, Nr. 11 bei Wilkinson und als Nr. 8 bei Lepsius. 1958 konnte Jean Yoyotte das Grab zum ersten Mal eindeutig als dasjenige von Prinz Ramses identifizieren. Die Erforschung von QV53 gestaltete sich lange Zeit als schwierig, da die Grabanlage bis zur endgültigen Freilegung durch die ägyptisch-französische Mission (CEDAE/CNRS) Mitte der 1980er bis auf halbe Wandhöhe verschüttet blieb.
Zu den bedeutendsten Funden aus dem Grab zählen die Reste einer Perücke aus blauer Fayence und Fragmente einer Prinzenstatue aus Granit.

## Bildprogramm
Die Wanddekorationen sind bis auf einige wenige Fragmente kaum noch erhalten, was die Identifizierung des Grabes lange Zeit erschwert hat. Im ersten Raum finden sich die Kartuschen von König Ramses III., der – analog zu anderen Prinzengräbern aus dieser Zeit – vermutlich zusammen mit dem Prinz vor den Göttern dargestellt war. Am Durchgang zum ersten Korridor wird auf der rechten Seite Nephthys als Herrin des Westens abgebildet. Auf der linken Seite taucht ein Pfortentext aus dem Totenbuchkapitel 145 A auf.
Die wichtigste Darstellung findet sich auf der linken Eingangswand des dritten Raumes. Dort wird auf einem Fragment vermutlich eine der Wächtergottheiten namens „Anubis auf seinem Schrein“ genannt, womit dieser Raum wahrscheinlich als Sarkophagkammer diente. Daneben befindet sich ein zerstörter Schriftzug, auf dem nach Yvotte Ramses als Sohn einer Großen königlichen Gemahlin erwähnt wird und der Ramses als Grabinhaber identifiziert. Yvotte konnte auch nachweisen, dass an dieser Stelle zwei Dekorationsschichten übereinander angebracht waren, wobei die Darstellung dabei jedoch nicht geändert wurde.